# Bram Leenards
Abraham Cornelis Willem Leenards, detto Bram (L'Aia, 14 giugno 1940), è un ex pallanuotista olandese.

## Biografia
Ha partecipato, come membro del Paesi Bassi, alle Olimpiadi di Roma 1960 e di Tokyo 1964, partecipando al torneo di pallanuoto.